# Enfants Goebbels
Pour les articles homonymes, voir Goebbels (homonymie).

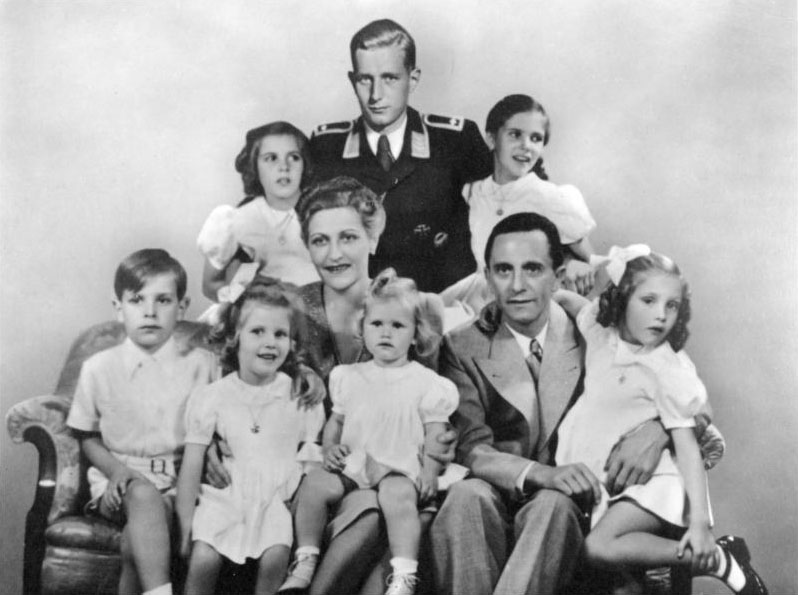
Magda et Joseph Goebbels en 1944, entourés de leurs six enfants, et avec Harald (en uniforme de la Luftwaffe), fils aîné de Magda ajouté par retouche à la photo.

Magda (1901-1945) et Joseph Goebbels (1897-1945), ministre de la Propagande du Troisième Reich, eurent six enfants en plus de Harald (1921-1967), issu du premier mariage de Magda : Helga (1932-1945), Hildegard (1934-1945), Helmut (1935-1945), Holdine (1937-1945), Hedwig (1938-1945) et Heidrun (1940-1945).
Ces enfants, avec leurs parents, vivent dans le premier cercle d'Adolf Hitler et apparaissent dans plusieurs films de propagande allemands.
Les six moururent empoisonnés par leur mère, le 1er mai 1945, dans le Führerbunker à Berlin où la famille Goebbels était réfugiée. Leurs parents se donnèrent la mort le même jour, la veille de la chute de la ville.

## Prénoms
Certains auteurs prétendent que les parents donnèrent aux enfants des prénoms commençant par H en l'honneur d'Adolf Hitler, mais aucune preuve n'étaye cette théorie. La mère de Magda, Auguste Behrend, prétend qu'après la naissance de Harald (l'aîné, issu de son mariage avec Günther Quandt), et de Helga, ils commencèrent à chercher des prénoms commençant par H pour chacun des enfants suivants.

## Enfants

### Harald

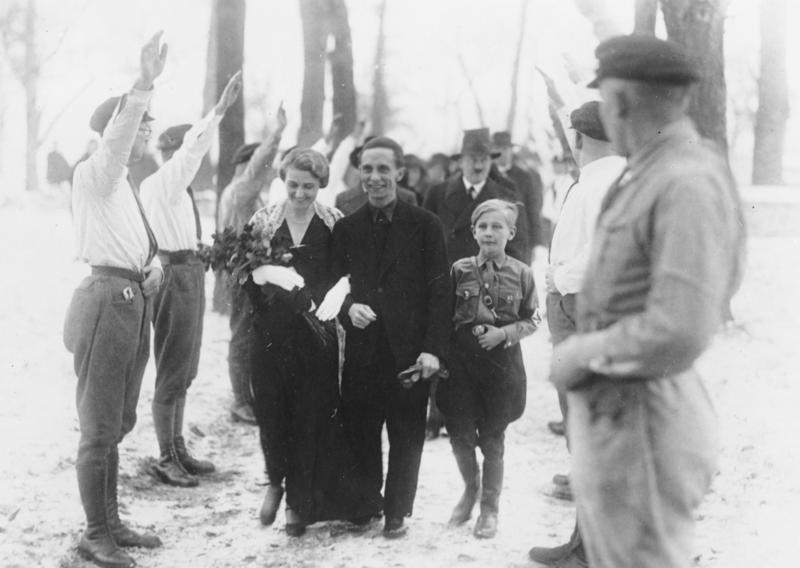
Harald à 10 ans, en uniforme, accompagne sa mère lors de son mariage avec Goebbels. En arrière-plan, on aperçoit Hitler.

Magda épouse l'industriel Günther Quandt en 1921, et dix mois plus tard naît Harald. Magda et Günther divorcent en 1929 ; Magda épouse alors Joseph Goebbels en 1931 (Adolf Hitler sera témoin à leur mariage).
Harald assiste au remariage de sa mère et sera très attaché à son beau-père, l'accompagnant à des manifestations du NSDAP vêtu de son uniforme des Jeunesses hitlériennes. Une fois nommé ministre, Goebbels ordonne au père de Harald de renoncer à l'obligation qu'avait Magda, en vertu de leur convention de divorce, d'envoyer son fils vivre avec lui en cas de remariage.
Il servit plus tard dans la Luftwaffe au grade de lieutenant et sera le seul membre de la famille à survivre à la guerre. Il développa avec son demi-frère Herbert, l'empire industriel de son père et sera lui-même un important industriel dans l'Allemagne de l'Ouest pendant les années 1950 et 1960. Il meurt en 1967 quand son avion léger s'écrase en Italie.
Il eut cinq filles et l'une d'elles se convertit au judaïsme et fonde un foyer juif,.

### Helga Susanne
Née le 1er septembre 1932, Helga faisait la fierté de son père, qui allait directement à son berceau la prendre dans ses bras une fois rentré du bureau. Les témoignages affirment qu'elle était un charmant bébé qui ne pleurait jamais et restait tranquille en écoutant les hauts membres du parti parler. Il n'était pas rare de voir Hitler la mettre sur ses genoux pendant les réunions la nuit.
On la prit en photo avec sa sœur Hilde, donnant des fleurs à Hitler le jour de son anniversaire en 1936.
Helga avait douze ans à sa mort. Des bleus découverts sur ses bras pendant son autopsie inspirèrent une théorie selon laquelle elle aurait résisté aux injections de morphine données aux enfants pour les mettre sous sédatif avant de les tuer en leur mettant des capsules de cyanure dans la bouche. Une autre théorie - plus controversée - avancerait l'idée que les bleus découverts sur les bras de Helga auraient pour origine son jeune âge et que les enfants se blessent souvent en jouant.

### Hildegard Traudel
Née le 13 avril 1934, elle était surnommée « Hilde ». En 1939, Joseph dira d'elle dans son journal intime qu'elle est une « petite souris ».
Hilde avait onze ans à sa mort.

### Helmut Christian
Né le 2 octobre 1935, Helmut était considéré comme sensible et rêveur. Quand son instituteur à l'école primaire Lanke dit que son passage dans la classe supérieure était peu probable, il fit de tels progrès dans ses études (sous l'égide de sa mère et de sa gouvernante), qu'il passa avec d'excellentes notes. Il portait un appareil dentaire.
Le 26 avril 1945, Helmut lut le discours d'anniversaire de son père à Hitler, et répondit hardiment aux protestations de plagiat de Helga, disant que c'était son père qui l'avait plagié et non l'inverse.
Traudl Junge dira qu'en entendant le tir de Hitler se suicidant, Helmut cria « En plein dans le mille ! », le confondant avec le bruit d'un mortier frappant près du Führerbunker.
Helmut avait neuf ans à sa mort.
L'épouse d'Otto Meissner, secrétaire d'état d'Adolf Hitler, fit après la guerre courir le bruit qu'il était en réalité l'enfant d'Adolf Hitler et de Magda Goebbels.[réf. nécessaire]

### Holdine Kathrin
Née prématurément le 19 février 1937, on prétend que « Holde » fut ainsi prénommée parce que le médecin présent à sa naissance, Stoeckel, aurait dit « Das ist eine Holde! » (« C'en est une jolie ! »). Meissner dit qu'elle était « la moins animée » des enfants et qu'elle était un peu « mise à l'écart » par les autres, provoquant sa détresse. Il dit que Goebbels aurait compensé cela en faisant d'elle sa favorite, à quoi elle aurait répondu par son dévouement.
Holde avait huit ans à sa mort.

### Hedwig Johanna
Née le 5 mai 1938, on la surnomma, d'abord « Hertha » puis « Hedda ». En 1944, elle affirma avec insistance qu'elle allait épouser l'adjudant SS Günther Schwägermann, captivée par le fait qu'il avait un œil en verre.
Hedwig avait sept ans à sa mort.

### Heidrun Elisabeth
Née le 29 octobre 1940, « Heide » avait quatre ans à sa mort.

## Caractères
Magda décrit un jour les caractères de cinq de ses enfants à sa belle-sœur Eleanore, « Ello », en rapportant leurs réactions s'ils apprenaient que leur époux ou épouse les avait trompés :
- Helga prendrait un revolver et tirerait sur son époux, ou au moins essayerait ;
- Hilde s'écroulerait en sanglots mais se réconcilierait avec son époux s'il montrait des remords et promettait d'être fidèle ;
- Helmut ne croirait jamais que son épouse l'ait trompé ;
- Holde ne se remettrait jamais complètement de l'infidélité mais serait trop fière pour en faire le reproche à son époux. Finalement, elle s'écroulerait, souffrant du manque de confiance de la part de son époux ;
- Hertha/Hedda rirait aux éclats et dirait « Viens ici, malin, et donne-moi un baiser ! »

## Vie familiale
En 1939, par souci de maintenir une vie privée pour lui-même et sa famille, Joseph achète Schwanenwerder, une maison imposante dans une grande propriété sur une péninsule du lac Havel. Il achète aussi un yacht, le « Baldur », pour l'utiliser sur le lac. Harald avait sa propre chambre au rez-de-chaussée tandis que Helga et Hilde en partageaient une autre. Les enfants avaient des poneys et un petit chariot dans lequel ils pouvaient explorer les jardins. Deux ans plus tard, Joseph achète une propriété adjacente et fait agrandir et améliorer les jardins, incluant une « citadelle » pour lui seul.
Plus tard, la ville de Berlin fit construire une seconde maison sur le lac pour les Goebbels, le petit château Lanke am Bogensee, qui servit comme résidence officielle. Elle n'était assez grande pour que la famille l'utilise comme lieu de villégiature en fin de semaine. Aussi Joseph fera-t-il construire une grande maison de l'autre côté du Bogensee.
Le couple Goebbels se trouva en crise pendant l'été 1938, à cause de l'infidélité de Joseph trompant son épouse avec l'actrice tchèque Lída Baarová. Afin d'obtenir la nationalité allemande à Lida, Joseph avait demandé au réalisateur Veit Harlan de contracter avec elle un mariage blanc puis de divorcer. Harlan ayant refusé, Goebbels lui en voudra longtemps. Hitler lui-même intervint et négocia un accord : l'actrice serait bannie et le couple Goebbels devrait faire comme si de rien n'était en public pour un an, sous toute condition raisonnable que pourrait poser Magda. Une de ses conditions était que Joseph ne pourrait visiter Schwanenwerder et voir ses enfants qu'avec sa permission. Si Magda voulait encore divorcer au bout de cette année, Hitler le lui permettrait. Joseph serait déclaré coupable et Magda garderait Schwanenwerder, les enfants, et un bénéfice considérable.
Joseph obéit scrupuleusement aux conditions imposées par Magda, appelant toujours avant ses visites, exprimant son regret d'avoir manqué Magda si elle n'y était pas, et s'asseyant aimablement à table si elle s'y trouvait. On prétend que les enfants ne se doutaient pas que leurs parents n'habitaient pas ensemble.

## Dans les médias

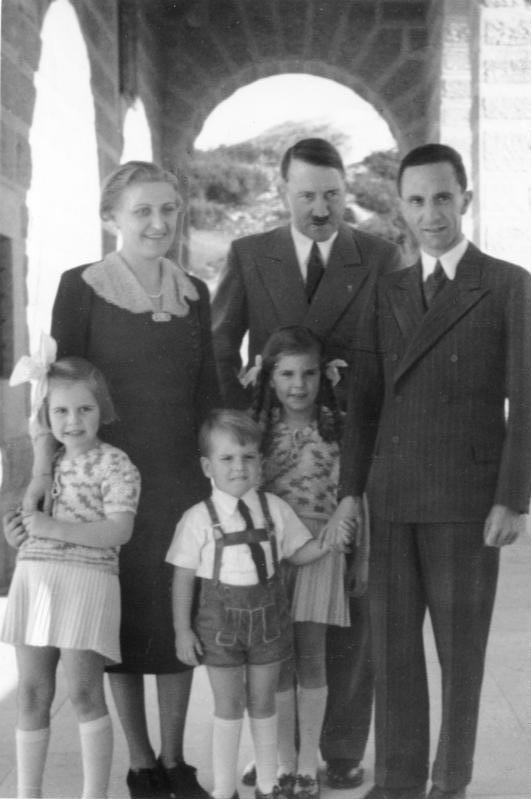
Adolf Hitler se fait photographier au milieu de la famille Goebbels (1938). Les deux petits derniers (nés en 1937 et 1938) sont absents de la photo.

En 1937, on prit en photo Helga et Hilde avec leur père au Frühjahrsregatta de Berlin.
La réconciliation publique du couple Goebbels, en août 1939, fut appuyée par l'apparition de Helga, Hilde et Helmut avec eux devant les caméras de l'UFA.
La même année, Joseph filme secrètement ses enfants pour les comparer favorablement aux enfants handicapés dans un film de propagande du programme Aktion T4 d'euthanasie.
En 1942, les enfants Goebbels apparaissent 34 fois dans les films d'actualité hebdomadaires. On les y voit vivre leur vie, aidant leur mère, jouant dans le jardin ou chantant pour le 45e anniversaire de leur père. Cet octobre-là, la Compagnie allemande des films d'actualité lui donne en cadeau d'anniversaire un film de ses enfants en train de jouer.
Le 18 février 1943, Helga et Hildegard sont prises en photo avec leur mère pendant l'une des apparitions publiques les plus célèbres de Joseph, le discours du Sportpalast.
Vers la fin 1944, Joseph fit envoyer Magda et ses deux filles aînées dans un hôpital militaire pour qu'on les y filme, mais abandonna le projet quand il se rendit compte que ses filles étaient trop traumatisées par les blessures des soldats.

## Derniers jours
Lors de l'approche de l'Armée rouge vers la fin janvier 1945, Joseph ordonne à sa famille d'abandonner le château de Lanke pour Schwanenwerder, plus sûr. C'est depuis Schwanenwerder que les enfants entendent peu après le bruit de l'artillerie à l'est et demandent pourquoi la pluie ne suivait pas le « tonnerre ».
Le 22 avril 1945 les troupes russes arrivent à Berlin ; Goebbels envoie ses enfants au Führerbunker où se réfugièrent Adolf Hitler et quelques-uns de ses plus proches pour diriger les troupes allemandes pendant la bataille de Berlin. Le chef de la Croix-Rouge allemande et médecin nazi, Karl Gebhardt, propose de sortir les enfants de la ville avec lui, mais le père refuse.
Le major (après guerre général dans la Bundeswehr) Bernd Freytag von Loringhoven décrit plus tard les enfants, les disant « tristes », mais Erna Flegel, une infirmière de la Croix-Rouge, avec laquelle ils passent beaucoup de temps dans le bunker, les dit « charmants » et « absolument ravissants », ainsi que leur gouvernante, « Frau K ».
Hitler lui-même aimait beaucoup les enfants Goebbels, et même pendant la dernière semaine de sa vie il aimait partager son chocolat avec eux et les laissait utiliser sa salle de bains.
On dit qu'ils jouaient avec le chien de Hitler, Blondi, pendant leur séjour au Führerbunker, où ils partageaient une chambre. Quoique beaucoup de rapports disent qu'il y avait trois lits superposés, Traudl Junge assure qu'il n'y en avait que deux. On prétend que les enfants chantaient à l'unisson dans le bunker, devant Hitler et le blessé Robert Ritter von Greim, ainsi que sous l'égide de la pilote Hanna Reitsch. Junge dit avoir été avec les enfants le 30 avril lorsque Hitler et Eva Braun se suicidèrent.

## Mort
Des bruits concernant la brutalité et les viols commis par les troupes soviétiques circulaient dans Berlin assiégé, et dans le Führerbunker on parlait du suicide comme manière d'échapper à l'humiliation ou à la punition d'être aux mains des Soviétiques.
Dans le dernier testament de Joseph Goebbels, annexe de celui de Hitler, il prétend que sa femme et ses enfants le soutenaient dans sa décision de ne pas quitter Berlin, étayant son argumentation avec l'affirmation que les enfants soutiendraient sa décision s'ils étaient assez âgés pour parler d'eux-mêmes. La pilote Hanna Reitsch (qui quitte le bunker le 29 avril) et Junge (partie le 1er mai) prirent des lettres contenant des messages des habitants du bunker au monde extérieur. Parmi elles se trouve une lettre de Magda à Harald, son fils aîné, alors dans un camp de prisonniers de guerre allié.
Le lendemain, le 1er mai 1945, les six enfants Goebbels furent drogués à la morphine pour les endormir et tués avec des capsules de cyanure cassées dans leurs bouches. Les récits diffèrent sur le degré de participation de leur mère. On prétend qu'il fut dit aux enfants qu'ils allaient partir pour Berchtesgaden le matin suivant. Ludwig Stumpfegger (ou Helmut Kunz) aurait fourni la morphine à Magda. Flegel prétend que Magda rassura les enfants sur les injections de morphine, leur disant qu'ils avaient besoin d'être « inoculés » parce qu'ils devraient rester dans le bunker longtemps. Après la guerre, Erich Kempka prétendit que les enfants « avaient été évacués par une infirmière » ce jour-là, juste avant son départ du bunker. Des témoins prétendent que c'est Stumpfegger qui aurait été chargé d'écraser les capsules de cyanure dans les bouches des enfants, mais comme aucun témoin direct n'en est ressorti vivant, il est impossible de l'affirmer. O'Donnell conclut que Stumpfegger avait tenu un rôle dans la sédation des enfants avec la morphine, mais que Magda elle-même les aurait tués. Il suggère que les témoins blâment Stumpfegger parce qu'il était une cible facile, ayant disparu le jour suivant (où il fut tué). Qui plus est, selon O'Donnell, Stumpfegger aurait été trop ivre lors du décès des enfants pour y jouer un quelconque rôle.
Hans-Otto Meissner prétend que Stumpfegger refusa toute participation à la mort des enfants, et qu'un mystérieux « médecin des territoires occupés de l'Est » aurait « effectué l'effrayante tâche » avant de disparaître, mais cette explication tient probablement davantage à la diplomatie de Meissner qu'à la réalité.
Magda paraît avoir envisagé et parlé de tuer ses enfants au moins un mois en avance. Après la guerre, la belle-sœur de Günther Quandt, Eleanore, dira se rappeler que Magda avait dit qu'elle ne voulait pas que ses enfants grandissent en entendant que leur père était l'un des plus grands criminels de l'histoire, et que la réincarnation leur garantirait peut-être une vie future meilleure. Selon Reitsch, restée au bunker après avoir conduit von Greim à la rencontre d'Hitler, Magda lui avait demandé de s'assurer qu'elle ne reculerait pas le moment venu.
Elle aurait aussi refusé plusieurs offres d'aide, dont celles d'Albert Speer et de Hanna Reitsch, pour sortir les enfants de Berlin.

## Retombées
Le 3 mai 1945, le jour après que les troupes russes, commandées par le lieutenant-colonel Ivan Klimenko, eurent découvert les corps des parents dans la cour au-dessus, les Russes trouvèrent les dépouilles des six enfants dans leurs lits, en pyjama, les filles avec des rubans dans les cheveux.
Le vice-amiral Hans Voss (en) fut emmené au jardin (bombardé) de la Chancellerie pour identifier les corps. Le jour suivant ce fut le tour de Hans Fritsche, un animateur radio qui était sous les ordres de Goebbels (ministre de la propagande). Les dépouilles des enfants furent emmenées au cimetière Buchau à Berlin pour les autopsies et une enquête par des médecins soviétiques. Malgré plusieurs tentatives, même Frau Behrend, la grand-mère des enfants, ne sut jamais ce qu'il advint des corps. On prétend qu'en 1970 les Soviétiques auraient incinéré les restes des corps des enfants (ainsi que ceux de leurs parents Joseph et Magda, et aussi ceux de Hitler et Eva Braun) et jeté leurs cendres dans les eaux de l'Elbe.
Après la chute du mur de Berlin (fin 1989), des historiens et journalistes furent autorisés à entrer dans le Führerbunker, encore existant, juste avant sa démolition. Ils dirent que la chambre des enfants et son mobilier étaient toujours intacts.

## Dans les arts
Des pellicules montrant les enfants furent utilisées dans le film Eye of the Dictator (1988), compilation de films de l'époque nazie.
Le roman historique The Karnau Tapes de l'écrivain allemand Marcel Beyer est raconté du point de vue de Helga Susanne et de celui d'un personnage de fiction, Hermann Karnau. Il est adapté en bande dessiné par Ulli Lust en 2013
Dans le film La Chute, sorti en 2004, Helga est jouée par Aline Sokar (de), Hildegard par Charlotte Stoiber, Helmut par Gregory Borlein, Hedwig par Julia Bauer, Holdine par Laura Borlein, et Heidrun par Amelie Menges. Dans le film, Magda endort les enfants avec un somnifère liquide qu'elle prétend être un médicament (Helga se débat mais sa mère la force à le boire), et une scène plus loin dans le film montre Magda écrasant les capsules de cyanure dans leurs bouches.